# Kiranské jezero
Kiranské jezero (rusky Киранское озеро), je slané bezodtoké jezero v Burjatské republice v Rusku. Leží v dolině řeky Čikoj 30 km východně od města Kjachta. Jeho rozměry jsou značně proměnlivé. Při průměrné úrovni hladiny má rozlohu 0,4 km². Po deštích se zvětšuje na 1 km², zatímco v suchých letech vysychá.

## Využití
Obsahuje skupinu solí (chlorid sodný, síran sodný a uhličitan sodný). Dno je složené z léčivého jílu. U jezera jsou balneologické lázně (koupele a bahno).